# Živanice

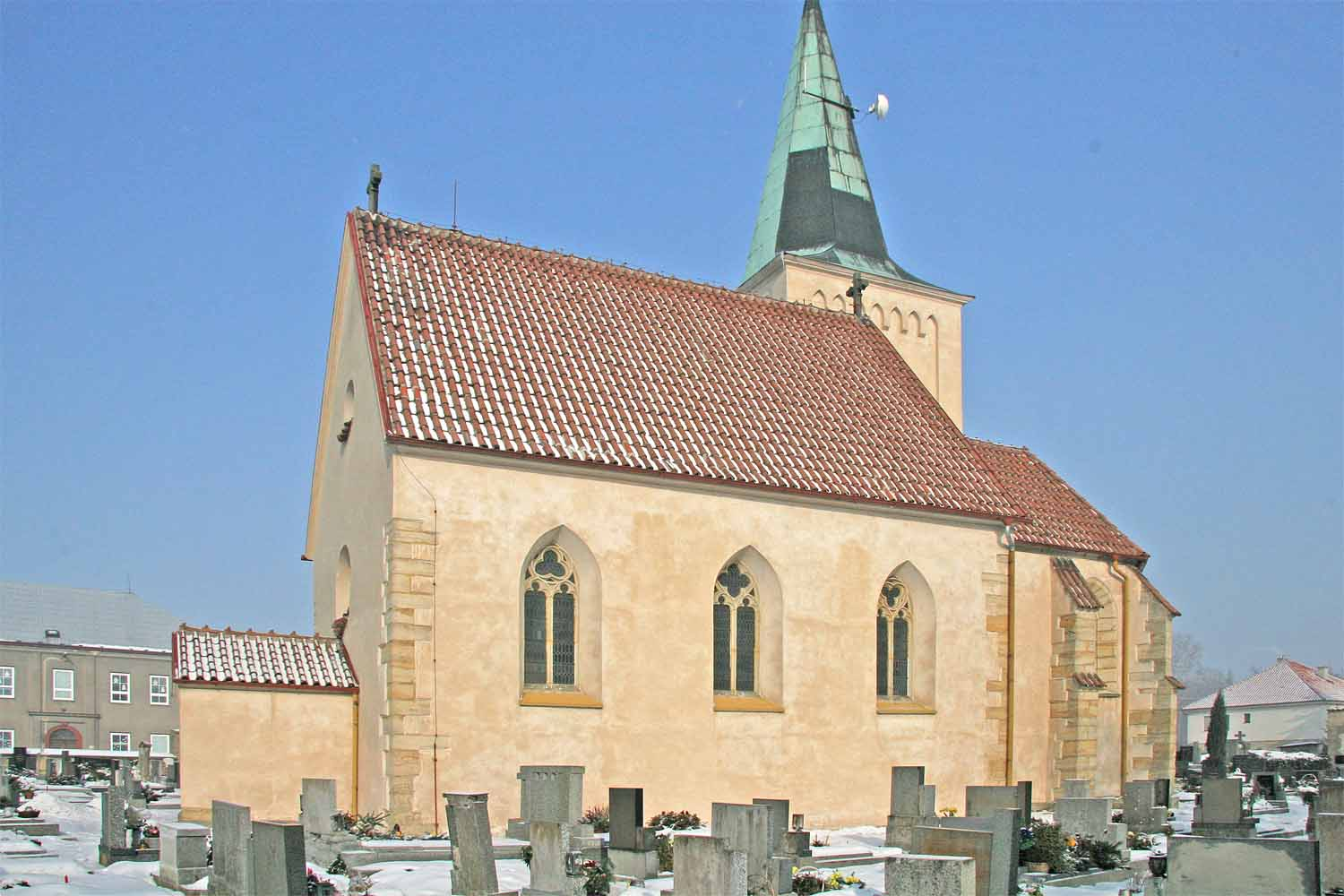
Kirche Mariä Verkündigung

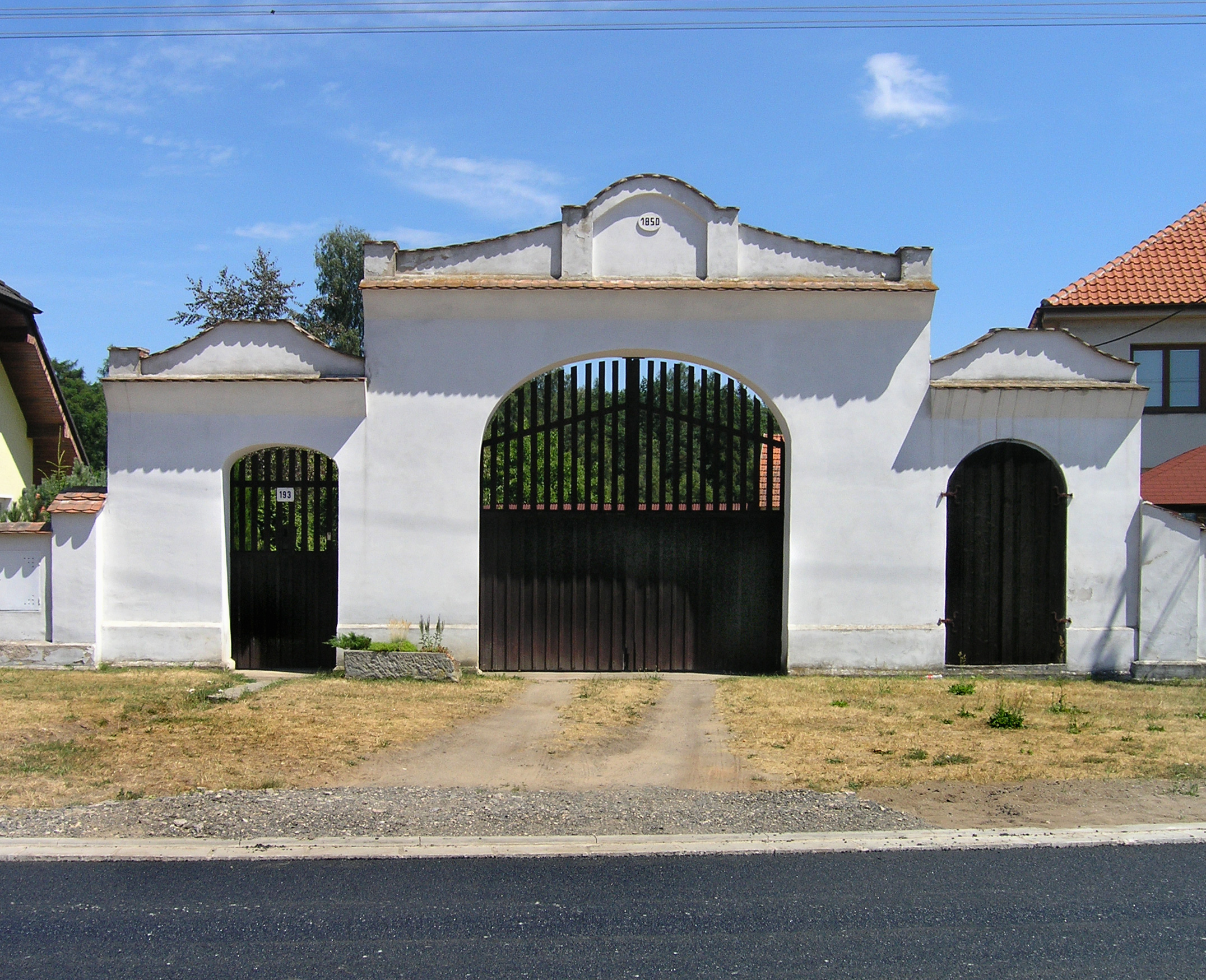
Hofportal

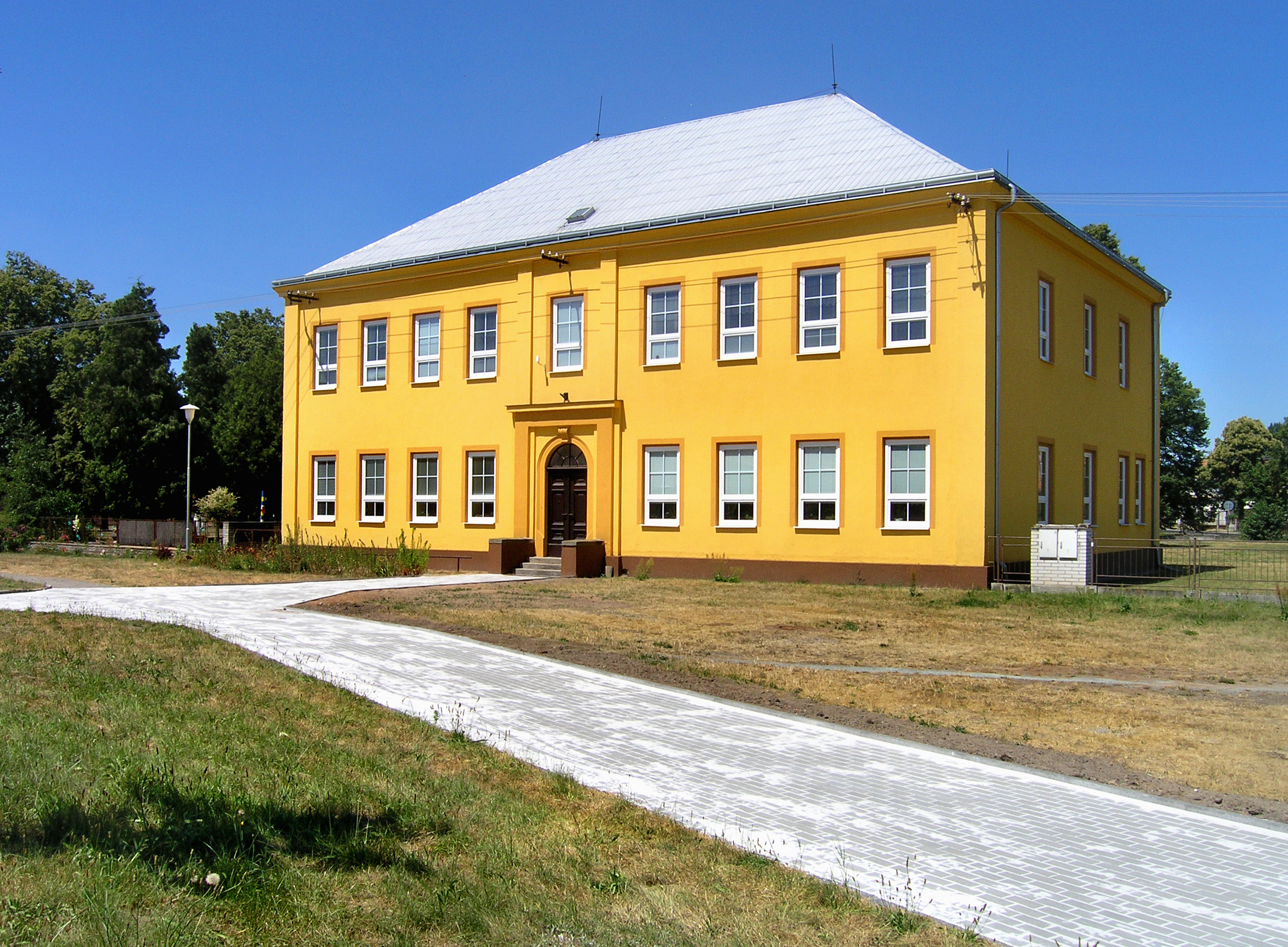
Alte Schule

Živanice (deutsch Ziwanitz, 1939–45 Schiwanitz) ist eine Gemeinde in Tschechien. Sie liegt 10 Kilometer nordwestlich des Stadtzentrums von Pardubice und gehört zum Okres Pardubice.

## Geographie
Živanice befindet sich rechtselbisch in der Pardubická kotlina (Pardubitzer Becken); am östlichen Ortsrand fließt der Bach Bukovka. Im südlichen Teil des Dorfangers entspringt am Návesní rybník der Graben Živanická svodnice. Durch Živanice führt die Staatsstraße II/333 zwischen Přelouč und Lázně Bohdaneč.
Nachbarorte sind Bukovka, Habřinka und Neratov im Norden, Dědek und Lázně Bohdaneč im Nordosten, Černá u Bohdanče im Osten, Srnojedy, Krchleby und Lány na Důlku im Südosten, Opočínek und Valy im Süden, Mělice und Lohenice im Südwesten, Břehy, Výrov und Nerad im Westen sowie Přelovice und Rohovládova Bělá im Nordwesten. 

## Geschichte
Die erste urkundliche Erwähnung des Dorfes erfolgte 1226 als Besitz des Klosters Doksany; daraus geht auch hervor, dass Živanice wahrscheinlich im Jahre 1145 gegründet wurde. Seit 1350 ist eine Pfarrkirche nachweislich. Im Jahre 1361 erwarb der Abt Jan Neplach das Dorf für das Benediktinerkloster Opatowitz.  Nachdem das Kloster im Jahre 1421 von einem hussitischen Heer unter Diviš Bořek von Miletínek geplündert und niedergebrannt worden war, bemächtigte sich dieser der ausgedehnten Besitzungen. 1436 überschrieb König Sigismund große Teile des ehemaligen Klosterbesitzes an Diviš Bořek, der daraus die Herrschaft Pardubice mit Sitz auf der Kunburg bildete. 1437 erbte Diviš´ Sohn Soběslav Mrzák von Miletínek die Herrschaft, 1464 fiel sie König Georg von Podiebrad zu. Am 5. April 1465 überschrieb dieser die Herrschaft seinen Söhnen Viktorin, Heinrich d. Ä. und Hynek von Münsterberg. 1472 fiel die Herrschaft Pardubitz Heinrich d. Ä. von Münsterberg zu; dieser verpfändete Živanice 1488 an Václav Žehušický von Nestajov. Im Jahre 1491 erwarb Wilhelm von Pernstein das Gut Živanice und schloss es wieder an die Herrschaft Pardubice an. In dieser Zeit veränderte sich die Landschaft um Živanice; es entstanden große Fischteiche, zur Wasserversorgung des Pardubitzer Teichsystems wurde der Opatowitzer Kanal angelegt. 1521 vererbte Wilhelm von Pernstein seine böhmischen Güter seinem jüngeren Sohn Vojtěch, nach dessen Tod fielen sie 1534 seinem Bruder Johann zu. Dieser hinterließ 1548 seinem Sohn Jaroslav hohe Schulden. Am 21. März 1560 veräußerte Jaroslav von Pernstein die gesamte Herrschaft Pardubitz an König Ferdinand I. Dessen Nachfolger Maximilian II. übertrug die Verwaltung der königlichen Herrschaften der Hofkammer. 
Die seit den Hussitenkriegen verwaiste Pfarrei Živanice wurde 1567 aufgehoben. Die Hofkammer ließ die Herrschaft Pardubitz durch ein System von 24 Rychta (Scholtiseien) neu organisieren. Im Jahre 1588 übte der Rychtář in Živanice die niedere Gerichtsbarkeit für Přelovice, Bukovka, Habřínka, Bělá, Vyšehněvice und Neratov aus. Zu dieser Zeit bestand das Dorf aus 25 Anwesen. Im Jahre 1620 wurde erstmals eine Wassermühle erwähnt. Während des Dreißigjährigen Krieges wurde das Dorf im Jahre 1645 von einem schwedischen Heer unter Torstensson besetzt. Die Kirche in Živanice bildete ab 1650 eine Filialkirche der Pfarrei Bohdaneč. Im Jahre 1775 brach in der benachbarten Herrschaft Chlumetz ein großer Bauernaufstand aus; der Bauer Chvojka aus Živanice wurde wegen Beteiligung an der Revolte mit acht Jahren Kerkerhaft bestraft. In der zweiten Hälfte des 18. Jahrhunderts wurden die großen Teiche abgelassen; im Zuge der Raabisation wurden in den 1770er Jahren auf emphyteutisierten Teichfluren die Dörfer Dědek und Nerad angelegt. Beim Großbrand von 1792, der neun Häuser vernichtete, ging auch das Gemeindearchiv verloren. 1796 ließ die Herrschaft Pardubitz eine hölzerne Chaluppe als Schulgebäude errichten.
Im Jahre 1835 bestand das im Chrudimer Kreis  gelegene Dorf Žiwanitz aus 51 Häusern, in denen 459 Personen, darunter 24  protestantische und eine jüdische Familie, lebten. Im Ort gab es die Filialkirche Kirche Mariä Verkündigung mit einem geräumigen Kirchhof, auf dem die Verstorbenen aus allen Dörfern des Kirchspiels begraben wurden, sowie eine Schule. Pfarrort war Bohdanetsch. Die Kaiserstraße von Kuttenberg nach Königgrätz wurde 1836 fertiggestellt. Bis zur Mitte des 19. Jahrhunderts blieb Žiwanitz der k.k. Kameralherrschaft Pardubitz untertänig.
Nach der Aufhebung der Patrimonialherrschaften bildete Živanice ab 1849 mit dem Ortsteil Neradov eine Gemeinde im Gerichtsbezirk Přelauč. Kaiser Franz Joseph I. verpfändete die k. k. Kameralherrschaft Pardubitz im Jahre 1855 als Staatsschuldverschreibung an die Oesterreichische Nationalbank, die die Herrschaft am 25. Juni 1863 an die k. k. privilegierte Österreichische Credit-Anstalt für Handel und Gewerbe verkaufte. 1866 kaufte der Großindustrielle Heinrich Drasche die Grundherrschaft Pardubitz. Der zweiklassige Schulunterricht wurde 1865 aufgenommen. Ab 1868 gehörte die Gemeinde zum Bezirk Pardubitz. 1869 hatte Živanice 609 Einwohner und bestand aus 72 Häusern. Die alte hölzerne Schule wurde 1877 abgebrochen und an ihrer Stelle für 16.000 Gulden ein neues steinernes Schulhaus errichtet. Am 18. Juni 1881 kaufte Richard von Drasche-Wartinberg für 2.080.000 Gulden die Grundherrschaften Pardubitz und Kunětická Hora aus der väterlichen Erbmasse. Die Freiwillige Feuerwehr wurde 1901 gegründet. Im Jahre 1900 lebten in Živanice 690 Menschen, 1910 waren es 704. 1909 entstand in Živanice die erste Sandziegelfabrik der Region, ihre Tagesproduktion erreichte eine Menge von bis zu 15.000 Ziegeln. Nach der Gründung der Tschechoslowakei wurde im Zuge der Bodenreform von 1920 auch der Ziwanitzer Großgrundbesitz der Familie Drasche-Wartinberg konfisziert und aufgeteilt. 1930 hatte Živanice 646 Einwohner. Im Jahre 1949 wurde Živanice dem Okres Přelouč zugeordnet, seit 1960 gehört die Gemeinde wieder zum Okres Pardubice. 1972 erfolgte die Eingemeindung von Neratov (mit Dědek und Novinska). Neratov und Novinska lösten sich 1991 wieder von Živanice los. Beim Zensus von 2001 lebten in den 191 Häusern von Živanice 607 Personen.

## Gemeindegliederung
Die Gemeinde Živanice besteht aus den Ortsteilen Dědek (Diedek), Nerad (Neradau) und Živanice (Ziwanitz). Grundsiedlungseinheiten sind Dědek, Nerad, V Dědku und Živanice.
Das Gemeindegebiet gliedert sich in die Katastralbezirke Nerad und Živanice.

## Sehenswürdigkeiten
- Kirche Mariä Verkündigung
- Hofportal aus dem 19. Jahrhundert, gegenüber der Kirche
- Alte Schule, erbaut 1877